# Macrojoppa conflata
Macrojoppa conflata är en stekelart som beskrevs av Morley 1915. Macrojoppa conflata ingår i släktet Macrojoppa och familjen brokparasitsteklar. Inga underarter finns listade i Catalogue of Life.